# Cecidopimpla ronnai
Cecidopimpla ronnai là một loài tò vò trong họ Ichneumonidae.